# Carl Vilhelm Trenckner
Carl Vilhelm Trenckner, född den 26 februari 1824, död den 9 januari 1891, var en dansk orientalist. 
Trenckner blev student 1841 och ägnade sig åt studiet av klassiska språk; senare sysselsatte han sig med de semitiska och kom däri till stor skicklighet samt övergick slutligen till studiet av indisk filologi, i synnerhet palispråket, och buddhistisk litteratur, där han, i Viggo Fausbölls fotspår, blev en högt ansedd specialist med världsrykte. 
I Danmark verkade han, okänd och ouppmärksammad, som lärare vid "Vajsenhuset" (hemmet för föräldralösa barn) i Köpenhamn. Han gjorde stora samlingar och förarbeten till palispråkets ordbok och grammatik - de kom efter hans död till universitetsbiblioteket -, men fick ej mycket färdigt för utgivning på grund av de stora fordringar han ställde på sig själv och sitt arbete. 
Han utgav Pali miscellany I (1879), avhandlande åtskilliga kritiska och grammatiska frågor, The Milindapanho, being dialogues between king Milinda and the buddhist sage Nagasena (1880) och The Majjhima-Nikaya, I (1888), det vill säga Buddhas dialoger. Fortsättningen (II och III) utgavs efter Trenckners manuskript av J. Chalmers (1896-1902).